# Jinkaku-ji

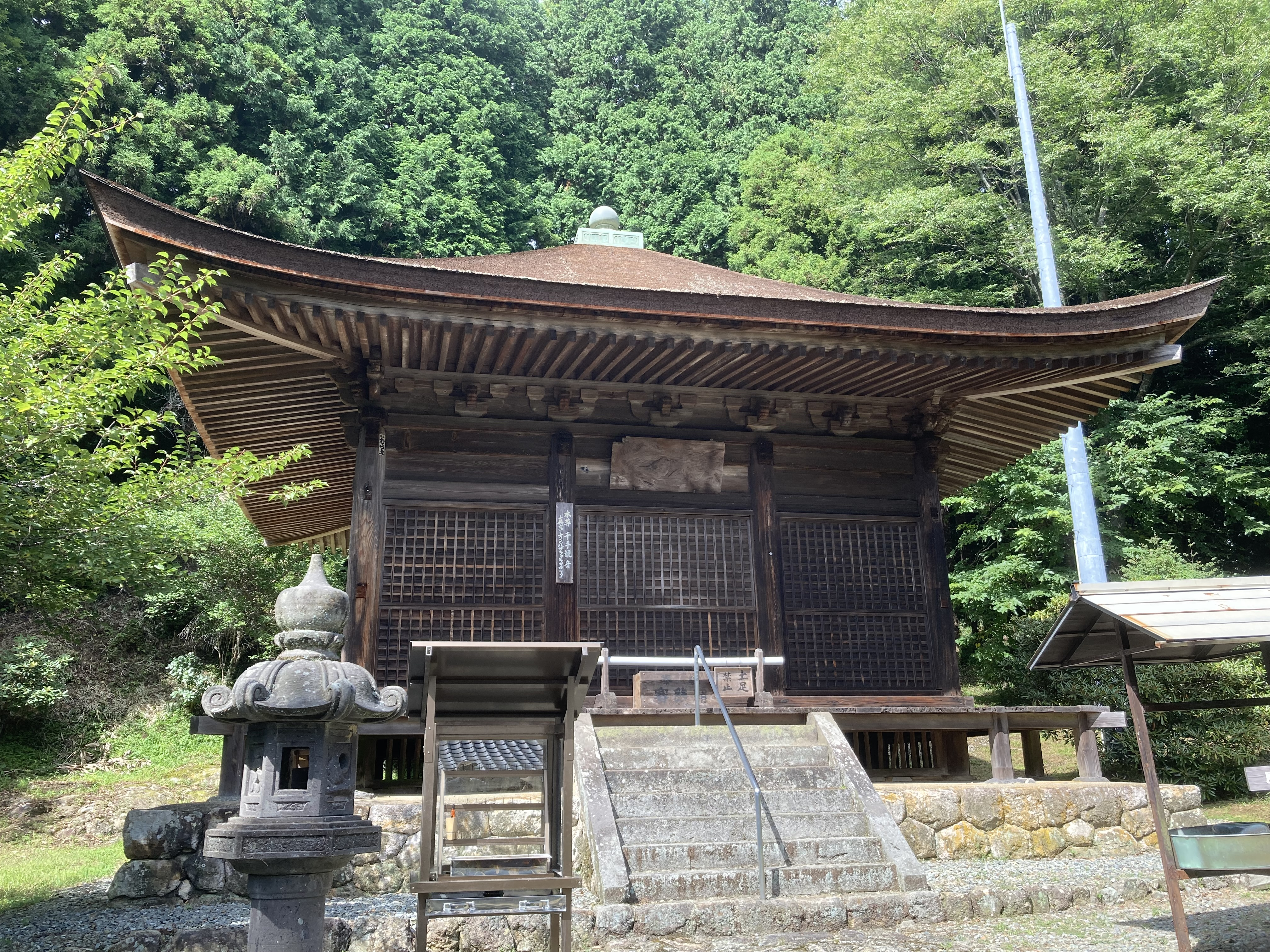
Escalier menant au temple Jinkakuji

Le Jinkaku-ji (神角寺) est un temple Shingon situé à Bungo-ōno, préfecture d'Ōita au Japon.
Situé dans le parc naturel préfectoral de Jinkakuji Serikawa, le temple aurait été fondé en 570 durant le règne de l'empereur Kimmei.
Le hon-dō (bâtiment principal), de 1369, et le statut de Kongōrikishi, de l'époque de Kamakura, ont été désignés « bien culturel important du Japon »,,,. Le toit du bâtiment principal a été réparé en 1963.